# Fountain Paint Pot

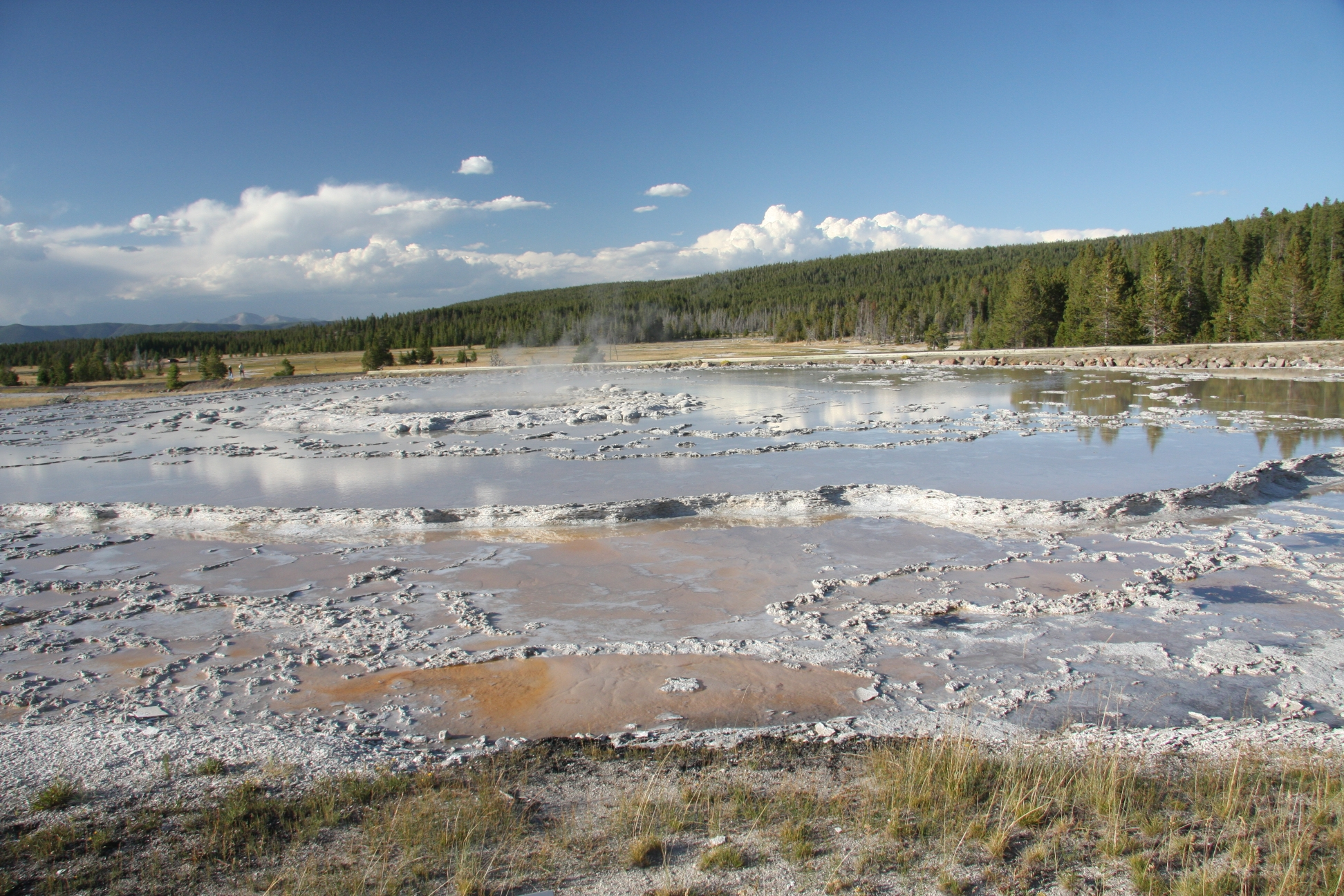
Widok na fragment Fountain Paint Pots

Fountain Paint Pot – solfatara zlokalizowana w kompleksie termalnym Lower Geyser basin w Parku Narodowym Yellowstone w stanie Wyoming w USA.
Wcześniej stosowane nazwy to Mammoth Paint Pot oraz Muff Pot, nadana przez Haydena w 1871 podczas pierwszej wyprawy mierniczej do rejonów Parku Narodowego Yellowstone.